# Rolladen-Schneider LS8
Rolladen-Schneider LS8 er et et-sædet svævefly udviklet af Rolladen-Schneider og i serieproduktion siden 1995. Det fremstilles nu af DG Flugzeugbau.

## Udviklingshistorie
I sidste halvdel af 1980-erne havde LS4 tabt sin førerposition i standardklassen til nye typer, hvor især Discus gjorde sig gældende. LS7 genvandt ikke positionen til trods for avanceret design, og Rolladen-Schneider gik tilbage til tegnebrættet.
Designeren Wolf Lemke var skeptisk overfor det nyttige i at udvikle et nyt vingeprofil. Der var ingen garanti for, at den store indsats og investering ville give tilstrækkelige fordele, som LS7, ASW24 og DG-600 tydeligt havde vist. Tidens værktøjer var ikke i stand til pålideligt at forudsige den praktiske ydelse af de nye laminare profiler, som udsprang fra forskningslaboratorierne.
I 15 meter-klassen opnåede LS6 overraskende gode resultater med låste flaps i den amerikanske sports-klasse. Med udgangspunkt heri modificerede Rolladen-Schneider en LS6-c ved at fjerne flap-håndtaget, gøre indfaldsvinklen lidt større og tilføje winglets. Denne prototype udkonkurrerede tidens standard-klasse fly både under under testflyvninger side ved side og i det tyske mesterskab i Neustadt-Glewe.
Da LS8 i 1994 kom frem var der yderligere et par forbedringer i forhold til prototypen; i det væsentlige redesignede krængeror og en lettere og aerodynamiske mere glat vinge muliggjort af ikke at skulle rumme flaps.
LS8 vandt anden, fjerde og femtepladserne i VM i 1995 i Omarama, New Zealand, første, anden og tredjepladserne i VM i 1997 i St. Auban, Frankrig, seks af de ti bedste placeringer i VM i 1999 i Bayreuth, Tyskland, de tre første pladser i kvinde-VM i 2001 i Lithauen og senere ni af de ti bedste placeringer i kvinde-VM i 2005 i Klix, Tyskland. Flytypen anses af mange for at være det bedste all-round i standard-klassen.
Kommercielt var LS8 en stor succes i kraft af både at kunne gøre sig gældende i konkurrence og samtidige gode og lette flyveegenskab, som gør det egnet til klubbrug. For at imødekomme markedet blev der udviklet versioner med længere vinger og hjementningsmotor.
Den kommercielle succes var ikke tilstrækkelig til at redde firmaet, og efter en bitter retssag overgik rettighederne til LS8 og andre Rolladen-Schneider til DG Flugzeugbau, hvor LS8 med ændringer af hovedhjulet, hjemhentningsmotoren ee tc. stadig er i produktion med ny modelbetegnelser.

## Design
LS8 har et fleksibelt og relativt konservativt design med et stort udviklingspotentiale. Skønt primært designet til standard-klasse-specifikationer, har den været let at modificere til større spænvidde, installation af motor etc.
- Aerodynamisk konfiguration: Alle modeller leveres som udgangspunkt med winglet; visse varianter kan udviddes til 18m spænvidde.
- Struktur: Vinger, winglets, krængeror og sideror er fremstillet af kulfiber/skum-sandwich; højderor er en blanding af kulfiber og aramid. Varianterne med stor spænvidde har en stærkere hovedbjælke. Cockpittet er en dobbelt glasfiberskal for større beskyttelse ved styrt.
- Styring: Konventionel styring med krængeror på den yderste halvdel af vingerne, forbundet gennem stødstænger og automatiske koblinger.
- Masseafballancering: Krængerorene er afballanceret med integrerede kontravægte inde i vingerne. Selve krængerorene er også afballancerede i versionerne med stor spænvidde, med 1,5kg bly fæstet til rorets forende. Højde- og sideror er 100% masse-afballacerede.
- Forsegling: Alle sprækker ved rorflader såvel som åbninger ved rorforbindelser inde i vingerne er forseglede. Resultatet er, at rorfladerne kan styres med lille kraft.
- Ballast: Der er integrerede tanke til vandballast med to tanke pr. vinge fra og med LS8-a-varianten. En mindre tank i halen med plads til mellem 3,5 og 12 liter vand gør det muligt at styre tyngdepunktets placering.
- Hjulbremse: Aktiveres ved pres på begge pedaler - i DG-versioner tillige koblet til luftbremsehåndtaget.
- Hjemhentningsmotor: Turbo-varianterne (-t) har den pålidelige Solo 2325 motor med en mindre propel end normalt ses. Der ofres lidt effekt i bytte for meget mindre luftmodstand, såfremt motoren ikke måtte starte. En hydraulisk cylinder muliggør øjeblikkelig udfældning (DG-versionerne har traditionel elektrisk udfældning).

## Varianter

### Rolladen-Schneider
- LS8: Den originale version med ballastsække som LS6-c, aftagelig tank i halen og spænvidde begrænset til 15 m (6 produceret)
- LS8-a: Version med stærkere konstruktion, som tillader konvertering til LS8-18 (438 produceret under et med LS8-18)
- LS8-18: Som LS8-a plus masseafballancerede krængeror og integreret tank i halen. Kan anvendes som både 15 m fly og 18 m fly (438 procuderet under et med LS8-a)
- LS8-b: Som LS8-18. Forberedt til montering af hjemhentningsmotor (36 produceret under et med LS8-t)
- LS8-t: -b med hjemhentningsmotor ('turbo') (36 produceret under et med LS8-b)

### DG Flugzeugbau
Efter ejerskiftet skiftede benævnelser og specifikationer lidt.
- LS8-a: Som den tidligere -a-model, men uden forstærkning.
- LS8-s: Erstatter den tidligligere LS8-18 med større understil, yderligere forstærket vinge som tillader en maksimalvægt på 575 kg i 18 m konfiguration samt andre mindre ændringer (11 produceret under et med LS8-st)
- LS8-st: Hjemhentninsmotor-version, afviger fra den tidligere LS8-t på samme måde som LS8-s; udfældning af motor sker med elektrisk spindel og DEI-NT-motorstyring (11 produceret under et med LS8-s)